# 이합체
이합체(二合體, 영어: dimer; 二格骨牌) 또는 이량체는 동일한 두 분자가 중합되어 만들어진 물질로서, 주로 수소결합에 의해 형성된다. 대표적인 예로는 아세트산이나 플루오르화 수소가 있다. 아세트산을 예로 들어 설명하자면 아세트산은 원래 극성 분자로서 극성 용매에 잘 용해되나 무극성 용매에 용해시킨다면 산소와 수소가 서로 수소결합을 이루게 되어 두 분자(혹은 단량체)가 이합체를 형성하여 무극성 분자의 성질을 띠게 된다. 이로 인해 무극성 용매 중 하나인 벤젠에 용해시킨다면 기존의 분자량인 60의 두배인 120으로 측정된다.

## 같이 보기
- 단위체
- 삼합체
- 고분자